# ВЕС Фредеріксгавн
ВЕС Фредеріксгавн — данський полігон для випробовування різних типів офшорних вітрових агрегатів.
Енергетична компанія DONG встановила за 4 км від Фредеріксгавна та за 800 метрів від узбережжя чотири вітрові турбіни:
- одну данської компанії Bonus (невдовзі стала підрозділом концерну Siemens) типу B82/2300 з одиничною потужністю 2,3 МВт та діаметром ротора 82 метри (квітень 2003-го);
- одну німецької компанії Nordex типу N90/2300 з одиничною потужністю 2,3 МВт та діаметром ротора 90 метрів (червень 2003-го);
- дві данської компанії Vestas типу V90/3000 з одиничною потужністю 3,0 МВт та діаметром ротора 90 метрів (у кінці 2002-го та в червні 2003-го).
Для змонтованої у 2002 році турбіни Vestas обрали експериментальний монокесонний (mono bucket) тип фундаменту, у якому монопаля опиралася на кесон діаметром 12 метрів, висотою 6 метрів та вагою 135 тон. Його встановили на глибині 4 метри шляхом відкачування зсередини потужним насосом водно-ґрунтової суміші, що дало змогу опустити кесон.
Також можна відзначити, що змонтовані у 2003 році турбіни Vestas та Nordex доставило та встановило самопідіймальне судно Sea Power.
На початку 2010-х роках планувалось використати майданчик Фредеріксгавн для випробувань нового типу потужних вітрових турбін. Проте в підсумку DONG вирішила взяти участь у проекті компанії Vestas з тестування турбіни V164-8MW на полігоні Østerild, а через кілька років продала ліцензію на полігон Фредеріксгавн компанії EDF Energies Nouvelles.